# Integração econômica
A integração econômica (português brasileiro) ou integração económica (português europeu) consiste na união das economias de dois ou mais países em uma região econômica mais vasta, que ultrapassa as fronteiras nacionais. Este processo consiste na eliminação de barreiras quanto à livre circulação de produtos, serviços, capitais e pessoas.

## Formas
A integração econômica pode assumir diversas formas, entre as quais:
- Sistema de preferências aduaneiras;
- Zona de comércio livre;
- União aduaneira;
- Mercado comum;
- União económica;
- União política.